# Sandie Toletti
Sandie  Rose Toletti, född den 13 juli 1995, är en fransk fotbollsspelare.

## Karriär
Sandie Toletti inledde sin seniorkarriär i Montpellier HSC år 2013. Hon kontrakterades av Levante UD år 2020, och värvades år 2022 av Real Madrid. Hon har även representerat det franska damlandslaget där hon debuterade år 2013.